# Stade de Yamoussoukro
Het Stade de Yamoussoukro is een multifunctioneel stadion in Yamoussoukro, een stad in Ivoorkust. 
In september 2017 werd de bouw van dit stadion aangekondigd door de Ivoriaanse regering. Op dat moment werd dit stadion gebouwd om te kunnen worden gebruikt voor het Afrikaans kampioenschap voetbal 2021. Later ging de organisatie van dat toernooi naar Kameroen en werd Ivoorkust gastland van het Afrikaans kampioenschap voetbal 2023. Voor de bouw werd het architectenbureau SCAU Architecture uitgekozen om het stadion te ontwerpen. Dat bedrijf is ook bekend van het Stade de France in Parijs. De bouw zelf begon in oktober 2018 en de werd opgeleverd op 11 juni 2021.
Op 3 juni 2022 speelde het Ivoriaans voetbalelftal voor de eerste keer een interland in dit voetbalstadion. Dat ging om een kwalificatiewedstrijd voor de Afrika Cup van 2023. De interland werd gespeeld tegen Zambia. De wedstrijd eindigde in 3–1. In 2024 worden er in dit stadion wedstrijden gespeeld op het Afrikaans kampioenschap voetbal 2023.

## Afrika Cup 2023
Tijdens het Afrikaans kampioenschap voetbal 2023 worden er acht wedstrijden in dit stadion gespeeld, zes groepswedstrijden en een achtste finale en een kwartfinale.
| Datum           | Tijd  | Thuisteam | Uitslag | Uitteam      | Competitie     | Toeschouwers | Onderlingsresultaat |
| --------------- | ----- | --------- | ------- | ------------ | -------------- | ------------ | ------------------- |
| 15 januari 2024 | 14:00 | Senegal   | 3–0     | Gambia       | Groepsfase     | 7.896        | onderling resultaat |
| 15 januari 2024 | 17:00 | Kameroen  | 1–1     | Guinee       | Groepsfase     | 11.271       | onderling resultaat |
| 19 januari 2024 | 17:00 | Senegal   | 3–1     | Kameroen     | Groepsfase     | 19.176       | onderling resultaat |
| 19 januari 2024 | 20:00 | Guinee    | 1–0     | Gambia       | Groepsfase     | 19.822       | onderling resultaat |
| 23 januari 2024 | 17:00 | Guinee    | 0–2     | Senegal      | Groepsfase     |              | onderling resultaat |
| 23 januari 2024 | 20:00 | Angola    | 2–0     | Burkina Faso | Groepsfase     | 5.753        | onderling resultaat |
| 29 januari 2024 | 20:00 | Senegal   | –       |              | Achtste finale |              | onderling resultaat |
| 3 februari 2024 | 20:00 |           | –       |              | Kwartfinale    |              | onderling resultaat |